# Tomás de la Quadra-Salcedo Fernández del Castillo
Tomás de la Quadra-Salcedo Fernández del Castillo (Madrid, 1946), és un polític i professor universitari espanyol, que fou dues vegades ministre en diversos governs de Felipe González.

## Biografia
Va néixer el 2 de gener de 1946 a la ciutat de Madrid. Va estudiar dret a la Universitat Complutense de Madrid, i a partir de 1977 inicià la seva activitat docent primer com a professor adjunt de dret administratiu, posteriorment com a professor agregat de dret dels mitjans audiovisuals i finalment com a catedràtic de dret administratiu a la Universitat Carles III de Madrid.

## Activitat política
Membre del Partit Socialista Obrer Espanyol (PSOE) fou nomenat ponent de la Llei Orgànica per l'Amonització del Procés Autonòmic (LOAPA).
En la formació del primer govern de Felipe González Márquez fou nomenat Ministre d'Administració Territorial, càrrec que desenvolupà fins al 5 de juliol de 1985, moment en el qual fou nomenat president del Consell d'Estat. Va ocupar aquest càrrec fins al març de 1991, moment en el qual va esdevenir Ministre de Justícia.